# Aeroporto di Saint-Louis
L'Aeroporto di Saint-Louis (IATA: XLS, ICAO: GOSS) (in francese: Aéroport de Saint-Louis), definito come internazionale dalla ASECNA, è un aeroporto senegalese situato nell'estremo nord del Paese, a pochi chilometri dal confine con la Mauritania sulle coste dell'Oceano Atlantico, 5 km a est nord est della città di Saint-Louis, capoluogo della regione. La struttura è dotata di una pista di asfalto lunga 1900 m e larga 30 m, l'altitudine è di 3 m, l'orientamento della pista è RWY 18-36. L'aeroporto è aperto al traffico commerciale dall'alba al tramonto.

## Storia
L'aeroporto è stato utilizzato dall'aviatore francese Jean Mermoz dal 1927 fino alla sua morte nel 1936. Vi atterrò per la prima volta il 27 maggio 1927.
Tra il 2020 e il 2022 l'aeroporto è stato sottoposto a importanti lavori d'ammodernamento per una somma totale di 23 miliardi di franchi CFA. Il 15 luglio 2022 l'aeroporto è stato inaugurato alla presenza del presidente senegalese Macky Sall e intitolato all'ex-sindaco di Saint-Louis Ousmane Masseck Ndiaye.
Il 14 luglio 2023, un anno dopo l'inaugurazione, Air Senegal ha iniziato le operazioni sullo scalo